# Brima Kamara
Brima Kamara   (Freetown, 5 de maig de 1972 - 7 de juliol de 1999) és un exfutbolista de Sierra Leone de la dècada de 1990.
Fou internacional amb la selecció de futbol de Sierra Leone.
Pel que fa a clubs, destacà a Al Mansourah.